# Jüdischer Friedhof Linz

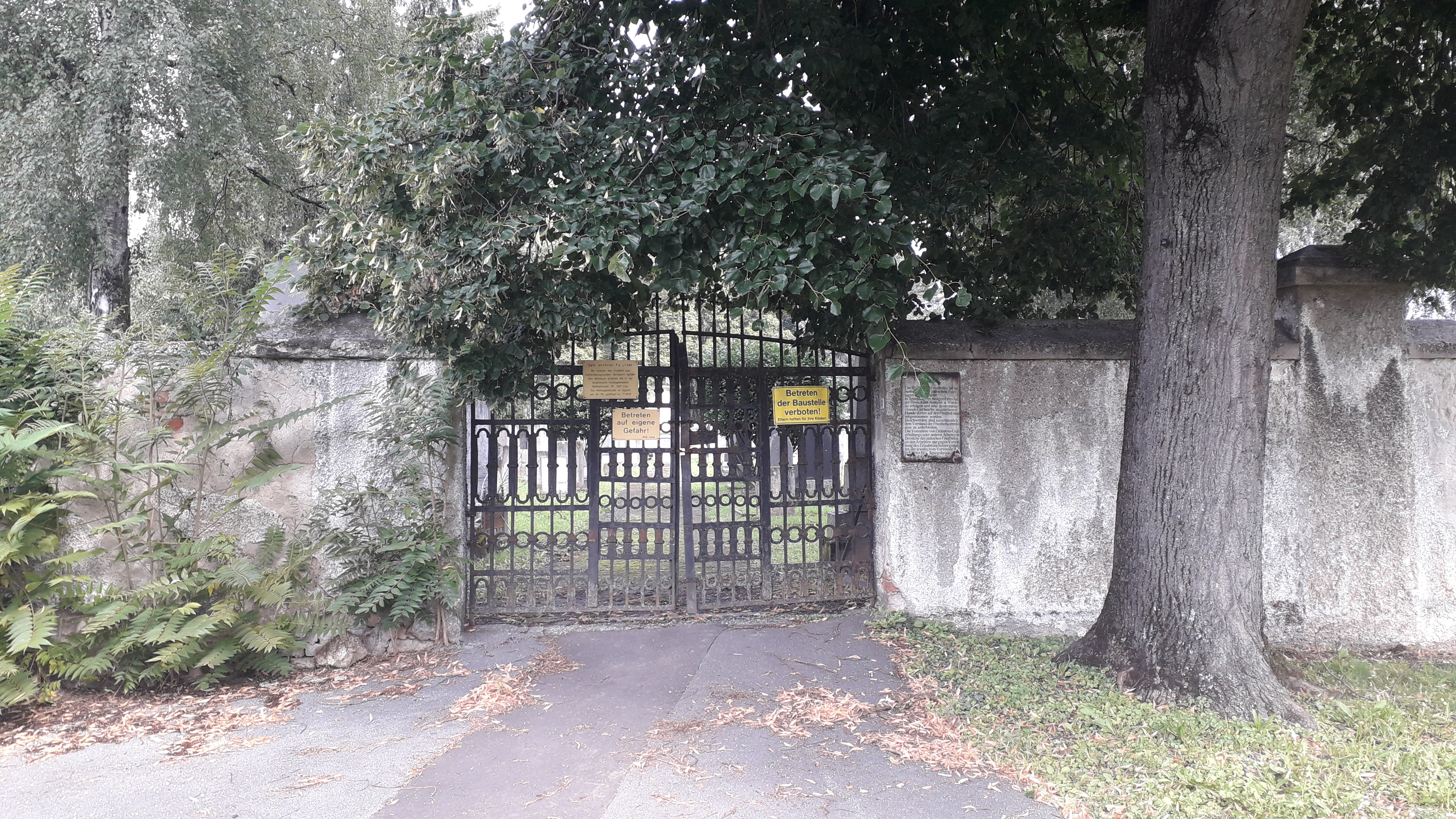
Eingang zum Friedhof

Der Jüdische Friedhof Linz zählt zur Gruppe der Friedhöfe in Linz und untersteht der Israelitischen Kultusgemeinde. Der seit 1863 bestehende jüdische Friedhof ist mittlerweile vollständig vom St. Barbara-Friedhof umgeben.
Der seit 15. Oktober 2009 unter Denkmalschutz stehende Friedhof umfasst rund 1000 Gräber auf 5405 m² und wird weiterhin belegt. Er ist nur nach vorheriger Anmeldung bei der Israelitischen Kultusgemeinde Linz zugänglich.

## Geschichte

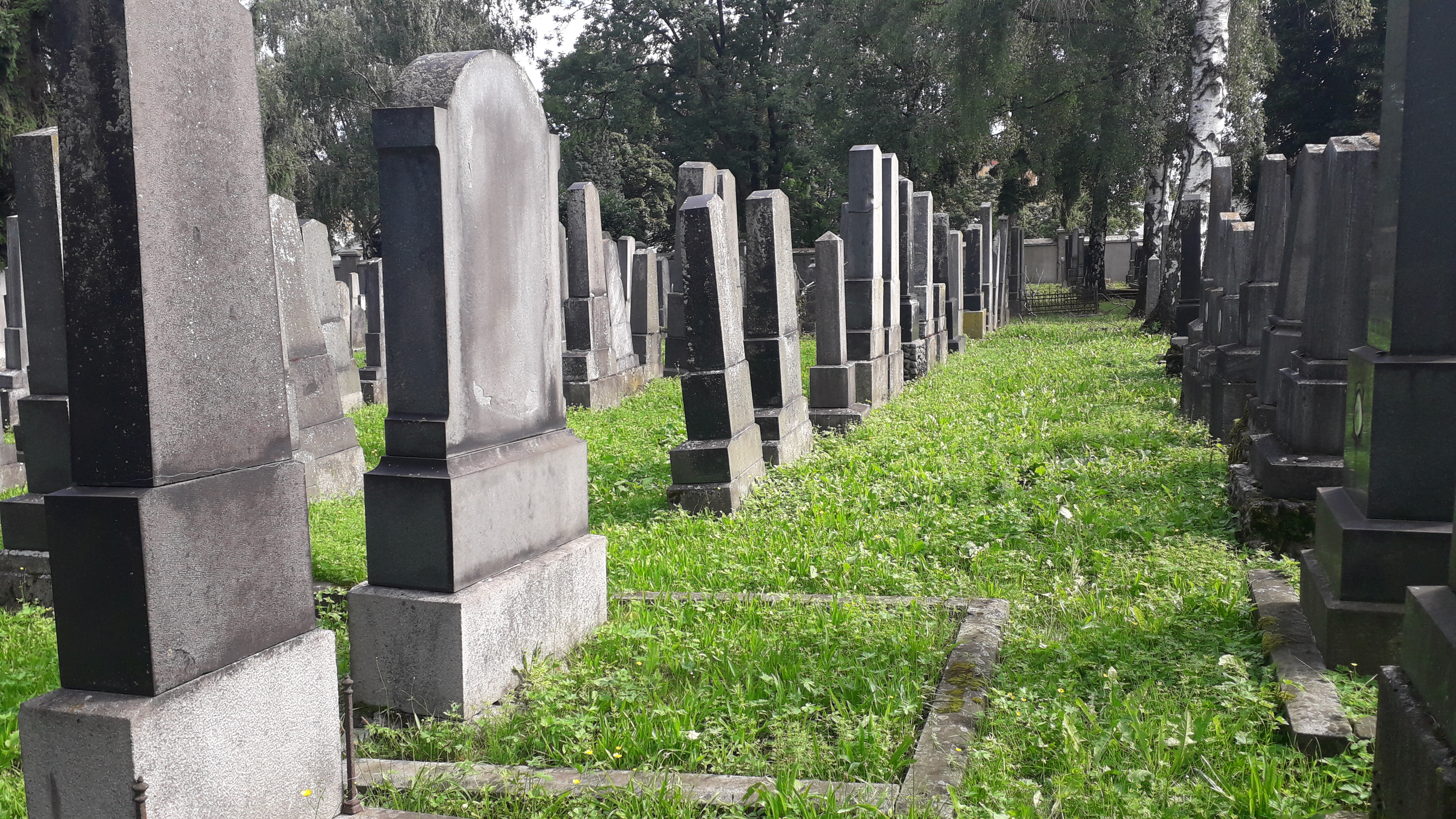
Gräberreihe am Jüdischen Friedhof Linz

Obwohl es bereits Ende des 15. Jahrhunderts Bestrebungen für einen jüdischen Friedhof in Linz gab, dauerte es bis Mitte des 19. Jahrhunderts bis zu seiner Realisierung. Zuvor wurden Linzer Juden in den Friedhöfen von Rosenberg und Kaladey in Böhmen bestattet.
Im Jahr 1854 ersuchte Markus Sonnenschein (1806–1886) beim Linzer Magistrat um Einrichtung eines „Nothfriedhofes“, trotz einstimmiger Zustimmung im Gemeinderat scheiterte das Vorhaben jedoch vorerst am erbitterten Widerstand der katholischen Kirche. 
Erst am 19. Dezember 1862 genehmigte der Gemeinderat endgültig den Plan, ein von der jüdischen Gemeinde angekauftes Grundstück in Lustenau für den Magistrat in das Grundbuch eintragen zu lassen, um es der jüdischen Gemeinde zur Verfügung zu stellen. Der Friedhof wurde ab 1863 belegt und auch mit einer Zeremonienhalle ausgestattet.
Nach dem „Anschluss“ übernahm der für den St. Barbara-Friedhof verantwortliche Barbara-Gottesacker-Fonds die Pacht auf 99 Jahre, nach der  Zeit des Nationalsozialismus 1945 wurde der Pachtvertrag einvernehmlich wieder aufgelöst.
Im Jahre 2018 wurde der Beschluss gefasst, den Friedhof zu sanieren. Die Kosten dafür trägt der Fonds zur Instandsetzung der jüdischen Friedhöfe in Österreich.

## Gräber
- Hans Claar (1861–1918), Direktor des Landestheaters
- Otto Gerstl (1893–1974), Jurist und Kunstsammler